# Chambre magmatique

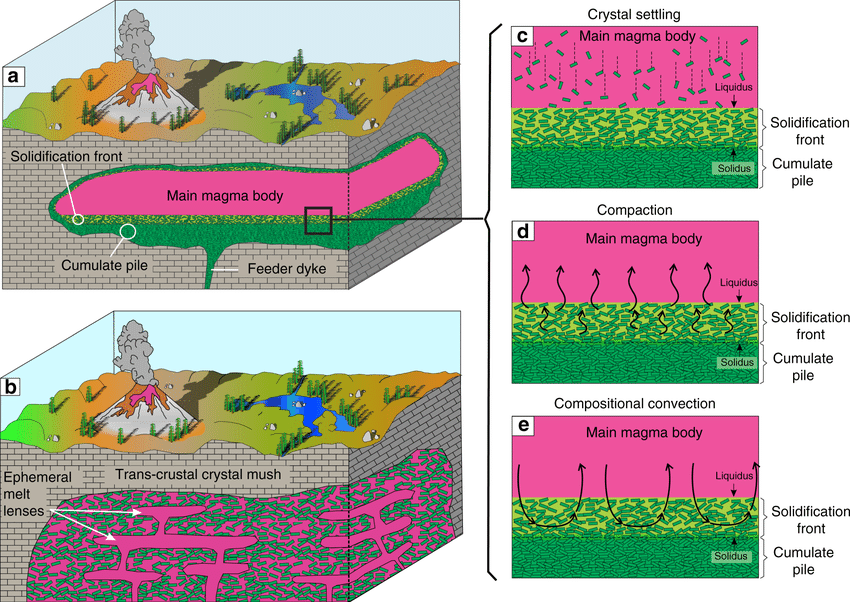
Deux modèles géophysiques de chambre magmatique : modèle classique du corps magmatique unique, essentiellement liquide (a) ; modèle paradigmatique du réseau de réservoirs interconnectés (b), constitué de lentilles magmatiques (poches de liquide résiduel) emprisonnées dans une bouillie cristalline, le mush, et s'étendant à l'ensemble de la croute continentale (système magmatique transcrustal).

Une chambre magmatique est indiquée par le numéro 11.

Une chambre magmatique (moins courant, une poche magmatique) est, dans la lithosphère, une zone souterraine de quelques dizaines à plusieurs centaines de kilomètres cubes en moyenne,, qui contient du magma plus ou moins chaud. Ce magma provient de la fusion partielle de roches plus profondes et alimente la chambre par un ou plusieurs conduits. Le magma dans la chambre magmatique peut rester stationnaire à l'interface de la croûte ductile /croûte fragile, créant des plutons granitiques par le biais d'injections filoniennes, ou remonter rapidement en surface et donner naissance à des volcans, effusifs, explosifs, de type stromboliens ou à une caldeira.
Les chambres magmatiques correspondent à des réservoirs à grande profondeur dans la croûte terrestre, où les magmas peuvent subir le processus de différenciation avant d'être transférés dans des chambres superficielles, situées entre 4 et 10 km de profondeur sous les zones volcaniques, pour y finir de se différencier et, si les magmas remontent à la surface, donner naissance à une éruption volcanique. « Il est assez difficile d'estimer précisément les temps ou les vitesses de remontée des magmas mais des durées de l'ordre d'un millier d'années à quelques centaines de milliers d'années sont estimées entre la genèse du magma et la mise en place des laves en surface. Le même ordre de grandeur est estimé pour les temps de résidence des magmas dans un réservoir. Mais ces temps sont extrêmement variables car ils sont fonction de la taille des réservoirs, du contexte géodynamique, du type de magmas, etc. »

## Description

Représentation schématique des processus magmatique et volcanique dans la Terre.

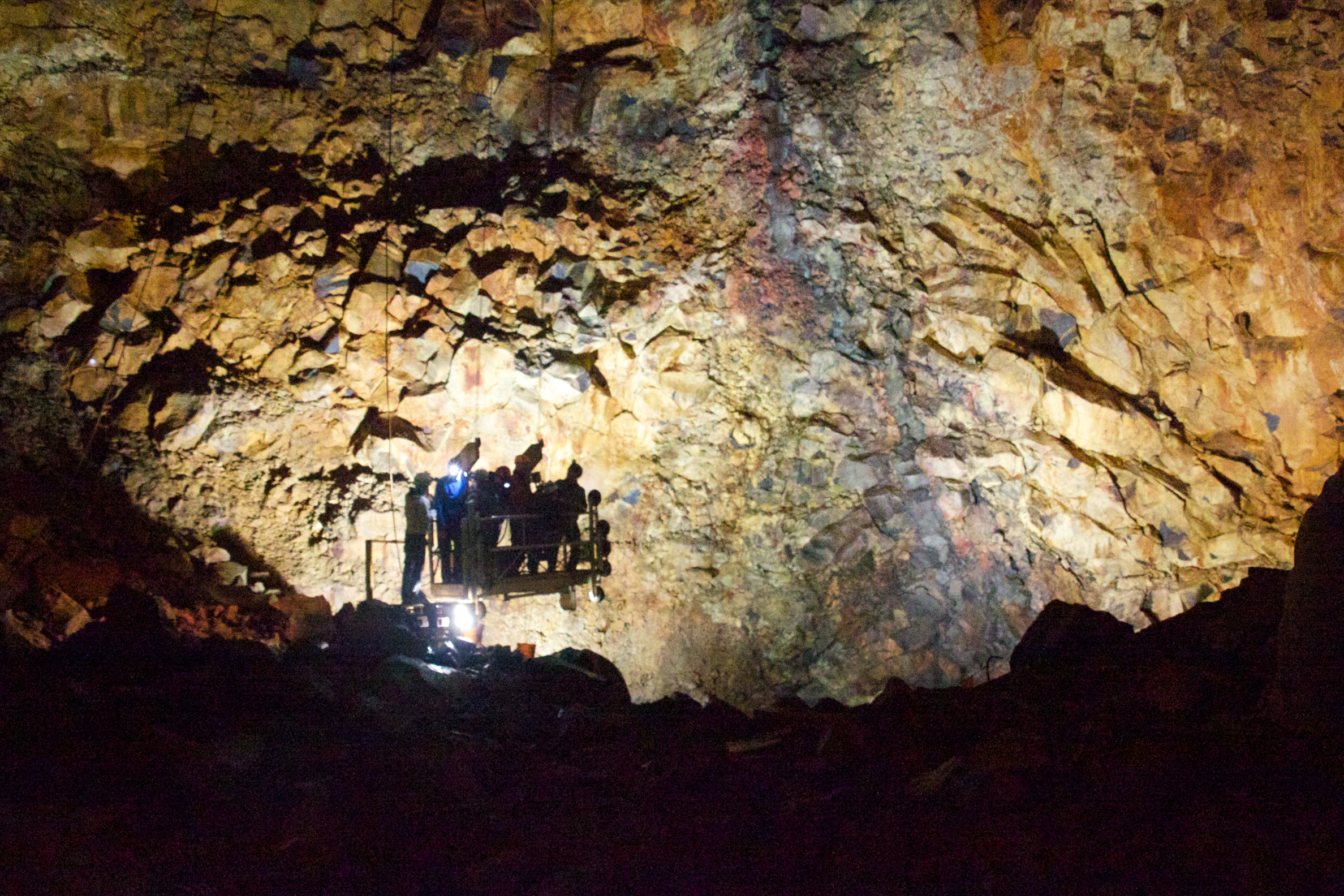
Comme suggéré par Jules Verne dans Voyage au centre de la Terre, il est possible de descendre dans le cœur du, volcan dont la chambre magmatique est la seule accessible au monde.

On se représente souvent la chambre magmatique comme une cavité unique remplie de magma ; quelques exemples d'intrusions fossiles visibles à l'affleurement corroborent cette image, comme l'intrusion litée (en) du Rum (en) dans l'île écossaise éponyme, ou de Skaergaard (en) en Norvège. Néanmoins, les études sismiques montrent qu'il s'agirait le plus souvent d'un ensemble de poches ou de fractures élargies, plus ou moins anastomosées, comme l'illustre, sur l'affleurement du pluton « PX1 » dans l'île canarienne de Fuerteventura, l'ensemble dense des dykes verticaux sub-parallèles qui constituent l'embase d'une chambre magmatique aujourd'hui disparue dans un glissement de flanc.
Le plus souvent, un édifice volcanique présente deux zones de stockage du magma que l'on appelle chambre magmatique profonde et chambre magmatique superficielle, ou terminale. La première est une zone de collecte des magmas depuis la zone plus ou moins diffuse, plus ou moins étendue, de fusion des roches sources du magma. La seconde est un niveau de stockage résultant d'un équilibre de densité et de pression, correspondant temporairement à une poussée d'Archimède nulle. La présence d'une chambre magmatique superficielle n'est pas toujours avérée, comme à l'aplomb des systèmes volcaniques fissuraux de certains segments de dorsales médio-océaniques.
Selon le contexte géodynamique, la zone de fusion et genèse des magmas primaires se situe entre au plus profond 100-110 km sous la surface et jusqu'à en général de l'ordre de 20 à 30 km de profondeur. La zone de collecte de ces magmas primaires, ou chambre magmatique profonde, peut se situer entre 20 et 50 km de profondeur. 
Située en général à quelques kilomètres sous le sommet de l'édifice volcanique, la chambre magmatique superficielle est alimentée en magma par des dykes depuis la zone profonde. Lors d'une éruption volcanique, la zone de stockage des magmas est reliée à la surface par un conduit, appelé cheminée volcanique, en général très étroit, quelques mètres tout à plus, et dont l'existence est celle du temps de l'éruption. Lorsque la surpression permettant la sortie des magmas décroît, le magma résiduel peut progressivement se figer sur place, ou sinon la pression lithostatique des roches environnantes suffit à écrouler le vide laissé. L'éruption suivante recréera sa propre cheminée, éventuellement en réutilisant un précédent conduit s'il s'avère un cheminement facile à ouvrir.
Lors d'une éruption volcanique, la fraction de magma qui s'épanche sur la surface terrestre reste très modérée, ne dépassant pas en général quelques pourcents du volume de la chambre superficielle. Si la vidange atteint de l'ordre de 10 %, l'édifice rocheux à l'aplomb du réservoir est rendu instable, et s'effondre en partie (formation de caldeira ou de cratère puits), comme lors de l'éruption de mai 2007 du piton de la Fournaise. 
Le magma qui reste dans la chambre magmatique subit d'importantes transformations physico-chimiques, principalement sous l'effet de son refroidissement, en particulier par le phénomène de cristallisation  fractionnée. Ainsi, la composition du magma évolue au cours de la cristallisation, et notamment, sa teneur en silice augmente, sa densité diminue, et, à température équivalente, sa viscosité augmente. Sa capacité à contenir des gaz dissous diminue, essentiellement l'eau vapeur et le dioxyde de carbone, dans une moindre mesure le dioxyde de soufre ou l'hydrogène sulfureux selon l'état rédox, ainsi que les gaz halogène, chlore et fluor. Cette évolution du magma dans la chambre magmatique peut prendre des siècles, en fonction de la nature du magma, et des capacités de la roche encaissante à évacuer la chaleur. Une réinjection de magma juvénile d'origine profonde est souvent la cause d'une nouvelle éruption. Une autre cause peut être le dépassement d'un seuil critique de résistance à la surpression créée par les gaz volcaniques passés progressivement en sursaturation dans le magma se refroidissant. 
Quand un système volcanique s'éteint définitivement, ce qui peut se produire seulement quelques années après sa mise en place (cas du Paricutin au Mexique dans les années 1960, et probablement de la plupart des édifices volcaniques de la chaîne des Puys en Auvergne, qui sont monogéniques) ou durer jusqu'à quelques millions d'années (cas du volcan du Cantal en Auvergne), le contenu de la chambre magmatique finit par cristalliser complètement et donne naissance à des roches plutoniques, comme le gabbro, issu de la cristallisation d'un magma basaltique, la diorite, à partir d'un magma andésitique, ou la syénite issu d'un trachyte.

## Processus géologiques
Dans une zone diapirique, le magma primaire remonte vers la surface. Vers 60–50 km de profondeur, le niveau structural devient dur et cassant, favorisant la formation d'un réseau de fractures dans lequel s'injecte ce magma. « Dans la majorité des cas, l'ascension s'arrête en cours de route pour des raisons diverses (modification tectonique ou thermique locale, variation du taux de production magmatique, augmentation de la densité relative magma/encaissant qui limite la « poussée d'Archimède »). Cet arrêt a souvent lieu à la limite entre le manteau et la croûte (30 km de profondeur environ) ou bien au sein même de celle-ci (entre 30 et 10 km). Après un laps de temps donné (quelques siècles ou millénaires), les fractures s'anastomosent. Une poche, remplie de magma, se forme puis s'agrandit par effondrements », formant ainsi une chambre magmatique (modèle classique).
Une remontée de magma peut se produire : 
- en contexte de frontière de plaques tectoniques : dans une zone de subduction, ou dans une zone de collision des plaques, on trouve principalement des volcans explosifs (exemple : Les Andes), tandis que dans une zone d'étirement des plaques on trouve plutôt du volcanisme effusif (ex : Islande) ;
- en contexte intra-plaque : c'est le cas des points chauds (ex : Yellowstone, La Réunion, etc.).

L'éruptibilité (tendance à l'éruption) implique une surpression du magma dans la chambre qui dépasse la résistance mécanique de la roche encaissante au niveau du toit de la chambre. Cette surpression est créée par des causes externes (failles en régime extensif) ou internes (accroissement du volume du magma dans la chambre par dégazage ou par réinjection magmatique d'origine profonde).
Selon Georges Bergantz et Alain Burgisser (de l'Institut des sciences de la Terre d'Orléans (CNRS, Université d'Orléans et Université de Tours), le « réchauffement » d'une chambre magmatique d'un volcan endormi pourrait être bien plus rapide que prévu quand il ne se réchauffe pas de manière homogène au contact du magma chaud, mais via une colonne montante de liquéfaction, qui sous l’effet de la convection  peut se réchauffer en quelques mois voire quelques semaines et non en plusieurs siècles comme on le pensait antérieurement.  
Ainsi, ce modèle appliqué au Pinatubo (Philippines, mars 1991) montre que la chambre magmatique (900 °C, 2 000 bars) a pu se liquéfier et se réchauffer en 20 à 80 jours (et non en 5 siècles comme le prévoyaient les modèles antérieurs), ce que corrobore l'observation géophysique qui deux mois avant l’éruption détectait des ondes indiquant l’arrivée d’une lave profonde. Une réévaluation de la dangerosité de certains volcans endormis devrait suivre cette découverte.